# Boissy-sans-Avoir
Boissy-sans-Avoir település Franciaországban, Yvelines megyében. Lakosainak száma 614 fő (2022. január 1.). Boissy-sans-Avoir Auteuil, Autouillet, Galluis, Garancières, Méré, La Queue-les-Yvelines és Vicq községekkel határos.

## Népesség
A település népességének változása:
| Lakosok száma | 590  | 622  | 651  | 646  | 652  | 653  | 640  | 627  | 614  |
|               | 2013 | 2015 | 2016 | 2017 | 2018 | 2019 | 2020 | 2021 | 2022 |